# Leopold Mathias Schleifer
Leopold Mathias Schleifer (* 9. März 1771 in Wildendürnbach, Niederösterreich; † 26. September 1842 in Gmunden, Oberösterreich) war ein österreichischer Lyriker und Staatsbeamter.

## Leben
Schleifer wurde 1771 in Wildendürnbach geboren. Er hatte während seines Lebens verschiedene Staatsämter inne, so war er 1794 Amtsschreiber in Velm, 1801 Oberbeamter in Wallsee, 1807 Pfleger in Wallsee, 1814 Distriktkommissär der Staatsherrschaft Sierning, 1826–1829 Pfleger von Klaus und Spital am Pyhrn., 1829 Pfleger der kaiserlichen Salienenherrschaft Ort am Traunsee, 1837 Bergrat.
Er war unter anderem befreundet mit Nikolaus Lenau und Anastasius Grün.
Er schrieb Balladen, Epigramme und  Fabeln.
Leopold Mathias Schleifer starb am 26. September 1842 in Gmunden.

## Werke
- Gedichte, 1847.
- Sämtliche Werke, 1911.